# هیروشی تسوبورایا
هیروشی تسوبورایا (انگلیسی: Hiroshi Tsuburaya؛ ۸ مارس ۱۹۶۴ – ۲۴ ژوئیهٔ ۲۰۰۱) هنرپیشه اهل ژاپن بود. وی بین سال‌های ۱۹۸۲ تا ۲۰۰۰ میلادی فعالیت می‌کرد.